# Cyrille Aimée
Cyrille Aimée (Fontainebleau, 1984. augusztus 10. –), francia énekesnő. Apja francia, anyja pedig dominikai születésű.

## Pályakép
Gyerekként éjjel kimászott szobája ablakán, hogy közelről hallja a Django Reinhardt Festival cigány muzsikusait. Zenélt európai városok utcasarkain, énekelt párizsi kávéházakban. Az Egyesült Államokba települt, hogy tanuljon, és hogy a manhattani klubok közelében lehessen. Megnyerte a Montreux-i Jazzfesztivál énekversenyét, a Sarah Vaughan Nemzetközi Jazzénekversenyt, és döntős lett a Thelonious Monk Jazz-énekversenyen... A New York Times szerint ő az egyik legfényesebb csillag a jazzénekesek galaxisában.
A New York-i Állami Egyetemen tanult Pete Malinverni, Jon Faddis és Jimmy Greene mellett. 2007-ben megnyerte az első díj mellett és a közönség díját is a Montreux-i Fesztiválon. 2008-ban Svájcban felvette debütáló albumát, amelyen a brazil gitáros, Diego Figueiredo is közreműködött. Roy Hargrove és Joel Frahm közreműködésével a 2011-ben megjelent a „Live at Smalls” című albuma. 2012-ben részt vett a  detroiti Hot Club Junction albuma felvételein. 2015-ben megnyerte a Down Beat kritikusainak közvélemény-kutatását. A „Wall Street Journal” a nemzedék egyik legígéretesebb jazzénekesének nevezte.
Brooklynban él.

## Lemezek
- Cyrille Aimée and the Surreal Band (2009)
- Smile (Cyrille Aimée Music, 2009) & Diego Figueiredo
- Just the Two of Us (Venus Records, 2010) & Diego Figueiredo
- Live at Small's (Smalls LIVE, 2010)
- Live at Birdland (Cyrillemusic, 2013)
- Burstin' Out, Chicago Jazz Orchestra & Cyrille Aimée (Origin Records), 2013)
- It's a Good Day (Mack Avenue Records, 2014)
- Let's Get Lost (Mack Avenue, 2016)
- Cyrille Aimée Live (Mack Avenue, 2018)
- Move On: A Sondheim Adventure (Mack Avenue, 2019)
- I'll Be Seeing You (2021)
- Petite Fleur (2021)
- à Fleur de Peau (Whirlwind Recordings, 2024)

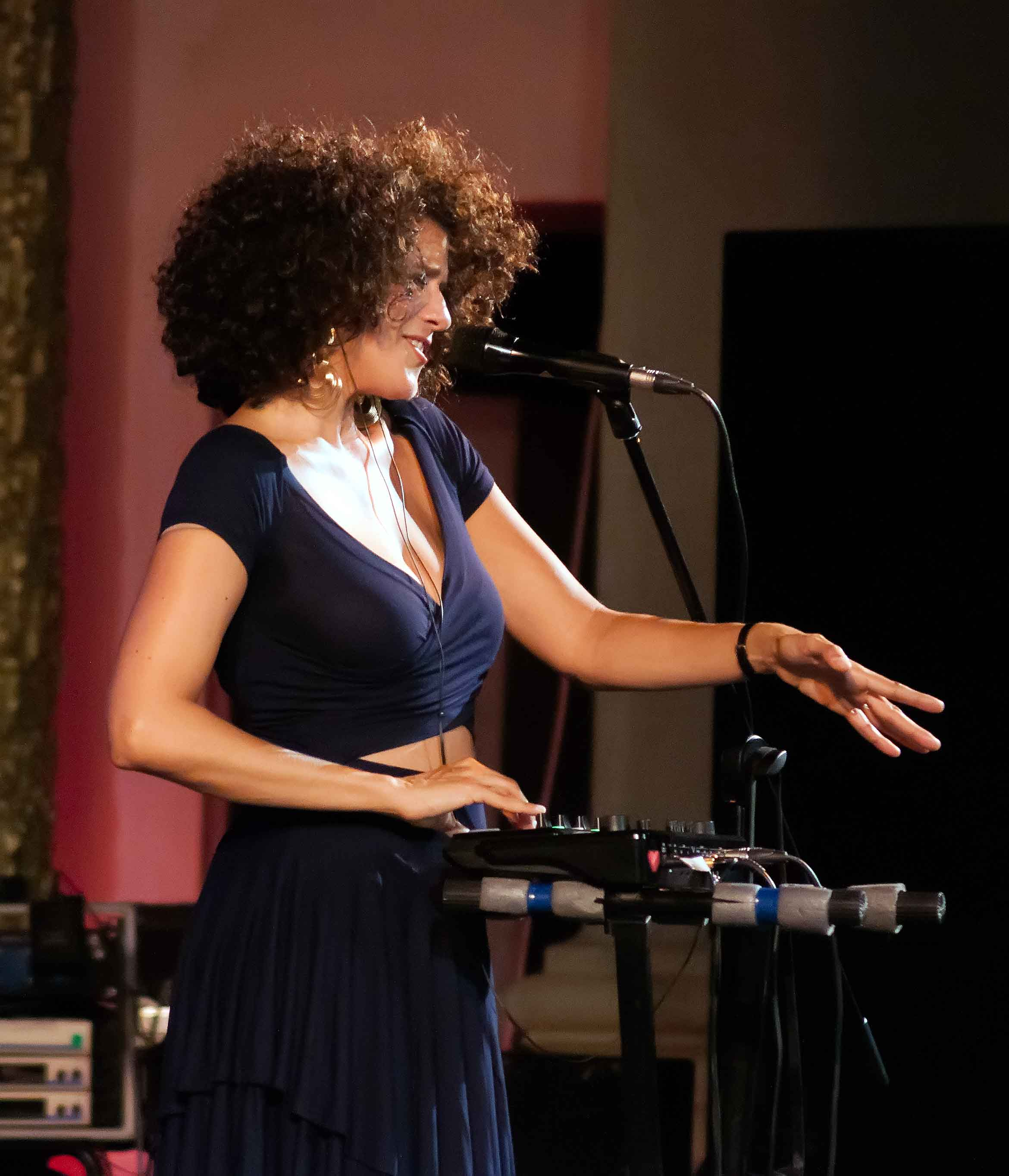
Szocsi, 2018

## Díjak
- 2007-ben megnyerte a Montreux-i Jazz Fesztivált, döntőbe jutott a Thelonious Monk Nemzetközi Jazzversenyen.
- 2010-ben és 2012-ben megnyerte a „Sarah Vaughan Nemzetközi dzsesszversenyt”.
- 2019-ben Grammy-díj jelölés
- 2020: Grammy-díj jelölés
- 2022: Ordre des Arts et des Lettres (Chevalier)